# Liptaň (stacja kolejowa)
Liptaň (niem. Liebenthal, od 30. XII. 1943 Großliebental) – stacja kolei wąskotorowej w Liptaňu, w kraju morawsko-śląskim, w Czechach pod adresem Liptaň 242. Znajduje się na wysokości 440 m n.p.m. i leży na wąskotorowej linii kolejowej nr 298. Powstała wraz z otwarciem linii w 1898 roku.